# Franklin Springs
Franklin Springs es un pueblo ubicado en el condado de Franklin en el estado estadounidense de Georgia. En el censo de 2000, su población era de 762.

## Demografía
En el 2000 la renta per cápita promedia del hogar era de $45,714, y el ingreso promedio para una familia era de $61,500. El ingreso per cápita para la localidad era de $15,321. Los hombres tenían un ingreso per cápita de $30,156 contra $24,792 para las mujeres.

## Geografía
Franklin Springs se encuentra ubicado en las coordenadas 34°17′5″N 83°8′36″O / 34.28472, -83.14333 (34.284598, -83.143402).
Según la Oficina del Censo, la localidad tiene un área total de 5,4 km² (2,1 mi²), de la cual 5,4 km² (2,1 mi²) es tierra y 0 km² (0 mi²) (0.00%) es agua.